# Grocka
Grocka (em cirílico:Гроцка) é uma vila e um município da Sérvia localizada no distrito de Belgrado, na região de Šumadija. Possuía uma população de 75466 habitantes segundo o censo de 2009.

## Demografia
| 1948  | 1953  | 1961  | 1971  | 1981  | 1991  | 2002  |
| ----- | ----- | ----- | ----- | ----- | ----- | ----- |
| 2 927 | 3 200 | 3 726 | 4 956 | 6 394 | 7 642 | 8 338 |